# Glossaire du judaïsme
- Haut – A
- B
- C
- D
- E
- F
- G
- H
- I
- J
- K
- L
- M
- N
- O
- P
- Q
- R
- S
- T
- U
- V
- W
- X
- Y
- Z

## A
- Adar, sixième mois du calendrier hébreu.
- Amida ou Dix-huit bénédictions, prière du judaïsme récitée trois fois par jour, lors de l’office du matin (sha'harit), de l’après-midi (min'ha) et du soir (ma'ariv)
- Antijudaïsme, hostilité à l'égard de la religion juive.
- Antisémitisme, discrimination, hostilité ou préjugés à l'encontre des Juifs.
- Aron hakodesh, « arche de sainteté », meuble ou monument situé dans toutes les synagogues pour conserver le Sefer Torah.
- Ashkénaze, membre d’une communauté juive installée ou originaire du bassin rhénan, à cheval entre le nord de la France et la Rhénanie, avec ses propres lois, son propre rite et sa propre prononciation de l’hébreu ; selon une tradition talmudique, ce territoire aurait été peuplé après le Déluge par Ashkenaz, fils de Gomer, petit-fils de Japhet et arrière-petit-fils de Noé. Le judaïsme ashkénaze est l’une des principales composantes du monde juif avec le judaïsme séfarade.
- Asseret Hadibrot, « les dix commandements », instructions morales et religieuses prononcées, selon la tradition biblique par le dieu d’Israël lui-même lors du don de la Torah sur le mont Sinaï.
- Av, onzième mois du calendrier hébreu.

## B
- Bar Mitzvah, « communion juive » du jeune garçon juif qui atteint sa majorité religieuse, en principe à 13 ans.
- Bat Mitsvah, « communion juive » de la jeune fille juive qui atteint sa majorité religieuse, en principe à 12 ans.
- Bat Tsiyon, « fille de Sion », surnom et personnification de Jérusalem
- Beith Knesset, mot hébreu pour synagogue.
- Bereshit, 
  - 1. premier livre de la Torah, connu en français sous le nom de livre de la Genèse
  - 2. Bereshit (parasha), première parasha de ce livre (selon le cycle de lecture annuel).
- Beta Israel : voir Falashas.
- Beit din (« Maison du Jugement »), tribunal religieux composé normalement de rabbins.
- Bimah, estrade d'où est lue la Torah dans les synagogues.
- Bene Israël (« fils d'Israël »), Juifs originaires de Bombay, Kolkata, Delhi et Ahmadabad de langue maternelle marathi.
- Bnei Israël  (« fils d'Israël »), au sens restreint les douze fils de Jacob, au sens large les Israélites et plus précisément les juifs
- Brit milah, circoncision à huit jours du jeune garçon né de parents juifs, ou lors d'une conversion au judaïsme.

## C
- Cacherouth, code alimentaire du judaïsme, l'un de ses principaux fondements.
- Chabbat, septième jour de la semaine juive, jour de repos.
- Chavouot, fête religieuse juive commémorant le don de la Torah et des Dix Commandements.
- Chema Israël (« Écoute, [Ô] Israël »), deux premiers mots d'une section de la Bible, devenue la prière centrale des offices matinaux et vespéraux dans le judaïsme.
- Chutzpah,  mot hébreu signifiant « culot, insolence », lexicalisé en anglais américain.

## D
- Devarim, « Paroles [de Moïse] », cinquième et dernier livre de la Torah, connu en français sous le nom de Deutéronome.
- Diaspora, dispersion du peuple juif en dehors de la terre d’Israël.
- Dix-huit bénédictions, voir Amida.

## E
- Elloul, douzième mois du calendrier hébreu, associé dans la tradition rabbinique et en particulier dans le judaïsme oriental avec la pénitence.
- Étoile de David, voir Maguen David.
- Exode, second livre de la Torah.

## F
- Falashas, Juifs d'Éthiopie, aussi dénommés Beta Israel.

## G
- Genèse, voir Bereshit.
- Gentil ou goy en hébreu : non-Juif.
- Ghetto, quartier d'une ville réservé et souvent imposé aux Juifs.

## H
- Haggada de Pessah, texte en hébreu ancien utilisé pour la cérémonie du Séder durant Pessa'h, racontant l'histoire des Hébreux et leur sortie d'Égypte.
- Halakha, les lois, sentences et prescriptions religieuses.
- Hametz, pain levé interdit pendant la fête de Pessa'h.
- Hanoucca, fête des Lumières.
- Hanoukkia, chandelier à neuf branches utilisé lors de la célébration de Hanoucca.
- Haskala, mouvement des Lumières juif au XVIIIe et au XIXe siècle.
- Hazzan, musicien juif qui aide le rabbin à diriger la prière chantée de la synagogue.
- Hassidisme, mouvement religieux juif ultra-orthodoxe.
- Hébreu, langue sémitique, langue officielle de l'État d'Israël, avec l'arabe.
- Heder, école élémentaire traditionnelle en Europe de l'Est, où sont enseignés les rudiments de judaïsme et d'hébreu.
- Hesvan, deuxième mois du calendrier hébreu.
- Houppa, dais traditionnellement utilisé lors de la cérémonie juive du mariage.

## I
- Israël :
  1. Dans la Bible hébraïque, Israël est d'abord le nom donné à Jacob, et sert parfois à désigner collectivement sa descendance, biologique et spirituelle (Deutéronome 6:4; Jérémie 2:3, etc.); ceux-ci sont cependant plus souvent appelé Bnei Israël.
  2. On désigne également par israël tout membre de la communauté juive qui n'a ni le statut de cohen, ni celui de levi.
  3. La terre d'Israël, située dans le Croissant fertile du Proche-Orient, correspondant approximativement au pays de Canaan est le territoire revendiqué par les enfants d'Israël, à la suite de leur Alliance avec Dieu.
  4. Le royaume d'Israël naît du schisme entre les dix tribus du Nord de la terre d'Israël et celles du Sud, qui forment le royaume de Juda. Conquis par l'Assyrie, une importante partie de sa population est, selon la Bible, déportée et perdue
  5. Israël est le nom donné à l'état juif ayant proclamé son indépendance en 1948. Il est en partie situé sur la terre d'Israël.
- Israélien, citoyen de l'état d'Israël.
- Israélite
  1. Au sens large, synonyme d'enfants d'Israël, utilisé actuellement pour désigner principalement les Juifs.
  2. Au sens restreint, sujet du royaume d'Israël.
- Iyar, huitième mois du calendrier hébreu.

## J
- Judaïsme, religion des Juifs.
- Chapeau juif, chapeau pointu jaune ou blanc imposé aux juifs au Moyen Âge.
- Judenstern, « étoile des Juifs » connue en français comme l’étoile jaune, imposée aux Juifs en territoire sous administration nazie dès 1941, dans un but de discrimination et de marquage.
- Judéo-arabe, ensemble des dialectes parlés par les juifs sépharades des pays de langue arabe.
- Judéo-espagnol, langue judéo-romane, parlée aujourd'hui par un certain nombre de Juifs séfarades.
- Juifs, membres du peuple d'Israël ; juif, adhérents au judaïsme.

## K
- Kaddish, sanctification du Nom divin, prière juive.
- Ketouba, mot araméen désignant un acte de mariage signé par le rabbin et deux témoins et remis à la mariée.
- Ketouvim, troisième partie de la Bible hébraïque.
- Kiddouch, courte bénédiction prononcée sur un verre de vin (ou de jus de raisin) lors du chabbat ou d'un jour de fête.
- Kippa, couvre-chef, souvent légèrement arrondi, porté par les juifs pratiquants.
- Kislev, troisième mois du calendrier hébreu.

## L
- Ladino, langue judéo-espagnole.
- Lévitique, troisième livre de la Torah.

## M
- Maguen David, « bouclier de David », appelé en français « étoile de David » ou « sceau de Salomon », devenu au cours des siècles précédents un symbole graphique du judaïsme et de la judéité, utilisé pour le drapeau de l’état d’Israël, nombre de sigles de cacherouth et, par dérision, la Judenstern.
- Mamzer, enfant né d'un adultère ou d'une relation incestueuse.
- Marranisme, pratique secrète de la religion juive par les juifs d'Espagne ou du Portugal forcés de se convertir au christianisme.
- Matan Torah, « don de la Torah » aux enfants d’Israël par l’intermédiaire de Moïse sur le mont Sinaï
- Matza, pain non levé, consommé pendant Pessa'h.
- Mazal Tov, « bonne étoile » mot hébreu signifiant « félicitations ! ».
- Mellah, nom marocain du ghetto européen.
- Mekhitsa, cloison de partition entre hommes et femmes dans les synagogues.
- Menorah, chandelier sacré à sept branches.
- Messie, « oint », 1. au sens large, une personne consacrée à la royauté, à la prophétie ou à la prêtrise par onction d’une huile aromatique 2. au sens restreint, un roi issu de la maison de David qui doit se révéler à la fin des temps pour restaurer la royauté de Dieu et le royaume de David sur terre.
- Mezouzah, « linteau », boîte contenant un rouleau de parchemin et fixée sur le montant des portes d'un lieu d'habitation.
- Midat HaDin (מדת הדין), l'attribut divin de la justice stricte.
- Mikvé, bain rituel utilisé pour l'ablution rituelle.
- Mimouna, fête séfarade de la fin de Pessa'h, célébrant le retour du hametz.
- Miniane, quorum de dix hommes adultes nécessaire à la récitation des prières.
- Mohel, circonciseur qui exécute la brit milah.
- Moshe Rabbenou, « Moïse notre maître », prophète récipiendaire de la parole divine couchée par écrit dans les cinq livres de la Torah

## N
- Ner Tamid' : lumière éternelle dans la synagogue.
- Neviim, seconde partie de la Bible hébraïque.
- Nissan, septième mois du calendrier hébreu.
- Livre des Nombres, quatrième livre de la Torah.

## P
- Parasha (« péricope »), division du texte de la Bible hébraïque.
- Parokhet, rideau brodé, fermant l'Arche sainte.
- Péot, coins de la barbe et de la chevelure, que la Torah proscrit de couper afin de ne pas ressembler aux nations environnantes et que les juifs observants laissent volontairement pousser en tresses portées de chaque côté de la tête par les hommes.
- Pentateuque, « cinq coffres à livres », appellation grecque de la Torah
- Pessa'h, Pâque juive.
- Pogrom, violence menée par les populations locales  contre les communautés juives d'Europe de l'Est.
- Pourim, fête commémorant la délivrance des Juifs du complot mené par Haman, un vizir perse qui avait planifié leur extermination.

## R
- Rabbin, ministre du culte.
- Roch Hachana, Nouvel An du calendrier hébraïque.
- Rosh Hodesh, premier jour de chaque mois du calendrier hébraïque.

## S
- Séder, repas rituel pris les deux premiers soirs de la fête de Pessa'h.
- Séfarade, branche du peuple juif qui suit le judaïsme liturgique espagnol et portugais.
- Sefer Torah, rouleau de Torah.
- Schébat, cinquième mois du calendrier hébreu.
- Shamash (yid. shames), bedeau de la synagogue.
- Shiksa, femme non-juive fiancée ou mariée à un homme juif.
- Shehita, abattage rituel, réalisé par un shohet, consistant à abattre les bêtes de façon qu'elles soient cachères.
- Shophar, corne de bélier destinée à annoncer la fin du jeûne.
- Shoul, (yid.) « école », désignation yiddish de la synagogue.
- Shtetl, (yid.) « petite ville » ou « village », lieu de peuplement à majorité juive en Europe de l’Est.
- Sionisme, mouvement politique affirmant le droit à l'existence d'un État juif.
- Sivan, neuvième mois du calendrier hébreu.
- Souccot, fête des cabanes ou des tabernacles.
- Soukka, cabane construite dans le jardin pour passer la fête de Souccot.
- Synagogue, lieu du culte juif.

## T
- Taanit, jeûne dans le judaïsme.
- Talit, châle de prière dont le juif pratiquant s'enroule pour réciter la prière du matin.
- Talmud, compilation des discussions rabbiniques se rapportant à la halakha.
- Tammouz, dixième mois du calendrier hébreu.
- Tanakh, Bible hébraïque.
- Tébeth, quatrième mois du calendrier hébreu.
- Téfiline, boîtes en cuir contenant des morceaux de parchemin que les hommes portent sur la tête et sur le bras gauche pour l'office du matin.
- Tisha Beav, jour de jeûne et de deuil.
- Tichri, premier mois du calendrier hébreu.
- Torah, texte fondateur du judaïsme, composée de cinq livres.
- Tsion (anc. Sion, le tsade n’ayant été que récemment affriqué), nom d’une montagne sur laquelle était bâtie une forteresse jébuséenne conquise par le roi David, désignant ensuite par métonymie Jérusalem (également personnifiée comme la fille de Sion), le temple de Salomon ou l’ensemble de la Judée.
- Tsitsit, franges ou tresses façonnées au coin des vêtements, ou sur les bords du talit.

## Y
- Yad, main de lecture pour lire la Torah.
- YHWH, nom de Dieu dans la Tanakh
- Yechiva, école religieuse, centre d'étude du Talmud et de la Torah.
- Yeroushalaïm, ville cananéenne conquise par David pour lui servir de capitale. C’est en ce lieu que Salomon érige le premier temple de YHWH, faisant de cette ville le premier lieu saint du judaïsme.
- Yichouv, résidents et nouveaux immigrants juifs de la Palestine avant la création de l'État d'Israël.
- Yiddish, langue d'origine germanique, parlée par les juifs d'Europe centrale et orientale.
- Yom Kippour, jour du Grand Pardon, jour de jeûne d'expiation.